# Nerf du muscle obturateur interne
Le nerf du muscle obturateur interne est un nerf moteur du membre inférieur.

## Origine
Le nerf du muscle obturateur interne est une branche collatérale de la partie antérieure du plexus sacral. Il est formé par une racine antérieure du tronc lombo-sacré issue du rameau antérieur du cinquième nerf lombaire et des rameaux antérieurs du premier et deuxième nerf sacré.

## Trajet
Le nerf du muscle obturateur interne sort de la cavité pelvienne par le grand foramen ischiatique sous le muscle piriforme. À ce niveau il dégage une branche à destination du muscle jumeau supérieur.
Il contourne l'épine ischiatique en dehors des vaisseaux et nerf pudendaux, puis passe le petit foramen ischiatique.
Il termine son trajet sur la face médiale du muscle obturateur interne qu'il innerve.